# Ким Джи Хун
Ким Джи Хун (кор. 김지훈; род. 17 января 1987, Коян) — южнокорейский боксёр, представитель лёгкой и полулёгкой весовых категорий. Выступал на профессиональном уровне в период 2004—2013 годов, владел титулом чемпиона мира по версии IBO, был претендентом на титул чемпиона мира по версии IBF.

## Биография
Ким Джи Хун родился 17 января 1987 года в городе Коян провинции Кёнгидо, Южная Корея.
В любительском боксе не выступал, дебютировал на профессиональном уровне в октябре 2004 года уже после шести недель занятий этим видом спорта. Начало его карьеры было невыразительным, поражения чередовались с победами. При всём при том, в 2005 году Ким завоевал вакантный титул чемпиона Южной Кореи в полулёгкой весовой категории, который впоследствии сумел защитить дважды, а 2006 году стал временным чемпионом Паназиатской боксёрской ассоциации (PABA).
В мае 2008 года впервые выступил в США, выиграв техническим нокаутом у достаточно сильного грузина Кобы Гоголадзе (20-2).
Находясь на серии из десяти побед подряд, в 2009 году удостоился права оспорить титул чемпиона мира во втором полулёгком весе по версии Международной боксёрской организации (IBO), который на тот момент принадлежал южноафриканцу Золани Марали (20-2). Ким отправился в Южную Африку и выиграл техническим нокаутом в девятом раунде, забрав чемпионский пояс себе.
В дальнейшем одержал несколько побед в США, в частности выиграл претендентский бой, победитель которого должен стать официальным претендентом на титул чемпиона мира в лёгком весе по версии Международной боксёрской федерации (IBF). Другим претендентом на вакантный титул стал мексиканец Мигель Васкес (25-3) — противостояние между ними продлилось все отведённые 12 раундов, в итоге судьи единогласным решением отдали победу Васкесу. Таким образом, прервалась впечатляющая победная серия Кима из тринадцати поединков.
Затем в том же 2010 году Ким Джи Хун встретился с непобеждённым представителем Австралии Леонардо Дзаппавиньей (24-0) в ещё одном претендентском бою за звание чемпиона мира IBF в лёгком весе, но на сей раз потерпел поражение техническим нокаутом в первом же раунде.
В мае 2012 года отметился победой единогласным решением над небитым ранее узбеком Алишером Рахимовым (23-0).
Позже встретился с мексиканцем Раймундо Бельтраном (26-6) в бою за титул чемпиона Североамериканской боксёрской федерации (NABF) в лёгком весе, но проиграл единогласным судейским решением в десяти раундах.
В мае 2013 года вышел на ринг против американца Маурисио Эрреры (18-3) и вновь потерпел поражение по очкам.
Последний раз выступал на профессиональном уровне в июле 2013 года, когда победил техническим нокаутом индонезийца Роя Туа Манихурука (14-7-2) и тем самым завоевал вакантный титул чемпиона азиатско-тихоокеанского региона в полусреднем весе по версии Всемирной боксёрской организации (WBO). В общей сложности провёл на профи-ринге 34 боя, из них 25 выиграл (в том числе 19 досрочно) и 9 проиграл.